# Saprinus biplagiatus
Saprinus biplagiatus är en skalbaggsart som beskrevs av Ernst Ballion 1871. Saprinus biplagiatus ingår i släktet Saprinus och familjen stumpbaggar. Inga underarter finns listade i Catalogue of Life.